# Набережные Челны (станция)
Набережные Челны — главная железнодорожная станция города Набережные Челны.

## Местонахождение
Станция расположена на юго-западном конце города, недалеко от совмещённого автомобильного и железнодорожного перехода через реку Каму, по адресу: 423820 Республика Татарстан, г. Набережные Челны, п. Сидоровка, проспект Мусы Джалиля, 7.

## История вокзала
Начало строительства вокзала: 1984 год.
Впервые вокзал начал свою работу  1 декабря 1990 года, работали билетные кассы в малом зале железнодорожного вокзала. Окончательный ввод в эксплуатацию состоялся в 1994 году.

## Дальнее следование по станции

### Круглогодичное движение поездов
| № поезда | Маршрут следования                             | Прибытие | Отправление |
| -------- | ---------------------------------------------- | -------- | ----------- |
| 353      | Пермь - Имеретинский курорт (Олимпийский Парк) | 7:14     | 7:29        |
| 111      | Москва - Круглое Поле                          | 12:11    | 12:21       |
| 112      | Круглое Поле - Москва                          | 14:38    | 14:48       |
| 354      | Имеретинский курорт (Олимпийский Парк) - Пермь | 22:45    | 22:59       |

### Сезонное движение поездов
| № поезда | Маршрут следования | Прибытие | Отправление |
| -------- | ------------------ | -------- | ----------- |
| 452      | Адлер - Ижевск     | 15:25    | 15:44       |
| 451      | Ижевск - Адлер     | 22:45    | 22:59       |

## Пригородное движение поездов на 2025 год
| Поезда на Круглое Поле | Поезда на Круглое Поле | Поезда на Круглое Поле     | Поезда на Круглое Поле | Поезда из Круглого Поля | Поезда из Круглого Поля | Поезда из Круглого Поля      | Поезда из Круглого Поля |
| № поезда               | Маршрут движения       | Время прибытия-отправления | Дни следования         | № поезда                | Маршрут движения        | Время прибытия - отправления | Дни следования          |
| ---------------------- | ---------------------- | -------------------------- | ---------------------- | ----------------------- | ----------------------- | ---------------------------- | ----------------------- |
| 6765/6766              | Наб. Челны – Бугульма  | 06:51 (отпр.)              | суббота, воскресенье   | 6772                    | Св. Озеро – Наб. Челны  | 06:40 (приб.)                | будни                   |
| 6755/6756              | Ижевск — Нижнекамск    | 07:01–07:05                | ежедневно              | 6751/6752               | Нижнекамск — Ижевск     | 06:49–07:16                  | ежедневно               |
| 6675/6676              | Ижевск — Нижнекамск    | 11:08–11:14                | ежедневно              | 6763/6764               | Бугульма — Наб. Челны   | 11:46 (приб.)                | суббота, воскресенье    |
| 6761/6762              | Наб. Челны — Бугульма  | 12:34 (отпр.)              | суббота, воскресенье   | 6677/6678               | Нижнекамск — Ижевск     | 13:35–13:36                  | ежедневно               |
| 6771                   | Наб. Челны — Св. Озеро | 17:08 (отпр)               | будни                  | 6757/6758               | Нижнекамск — Ижевск     | 17:37–17:42                  | ежедневно               |
| 6749/6750              | Ижевск — Нижнекамск    | 19:27–19:29                | ежедневно              | 6767/6768               | Бугульма — Наб. Челны   | 21:38 (приб.)                | суббота, воскресенье    |

Источник: Яндекс расписания

## Характеристики

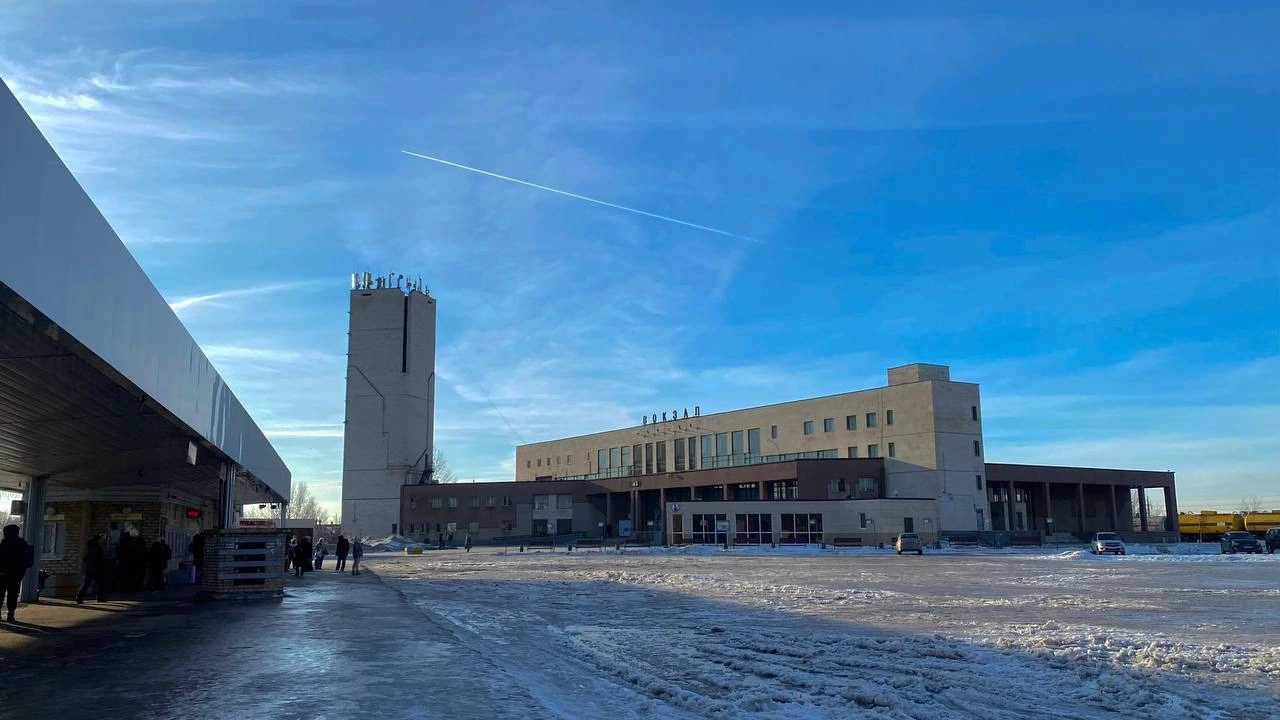
Привокзальная площадь

Вокзал Набережные Челны по объёму выполняемой работы относится к вокзалу II класса.
Расчётная разовая вместимость 900 пассажиров. Количество посадочных мест в залах ожидания: 100.
Площадь застройки по фактическому использованию здания 4990,1 м2. Общая площадь 8540,8 м2
Основной корпус вокзала состоит из 3-х выраженных частей:
- левая часть состоит из кассового зала (размещены автобусные кассы);
- центральная (высотная) часть состоит из 4-х надземных этажей и 1-го подземного этажа, на 4-м этаже в одной половине находится линейный отдел полиции на ст. Набережные Челны, во второй половине расположены комнаты длительного отдыха для пассажиров — хостел;
- 3-я часть — зал для транзитных пассажиров, буфет (ныне закрыт).

На балансе железнодорожного вокзала находятся две низкие пассажирские платформы, соединённые пешеходным переходом:
- основная платформа, введённая в эксплуатацию в 1986 году, протяжённостью 504 метра и площадью 3018 м2;
- островная платформа, введённая в эксплуатацию в 2003 году, протяжённостью 120 метров и площадью 360 м2.

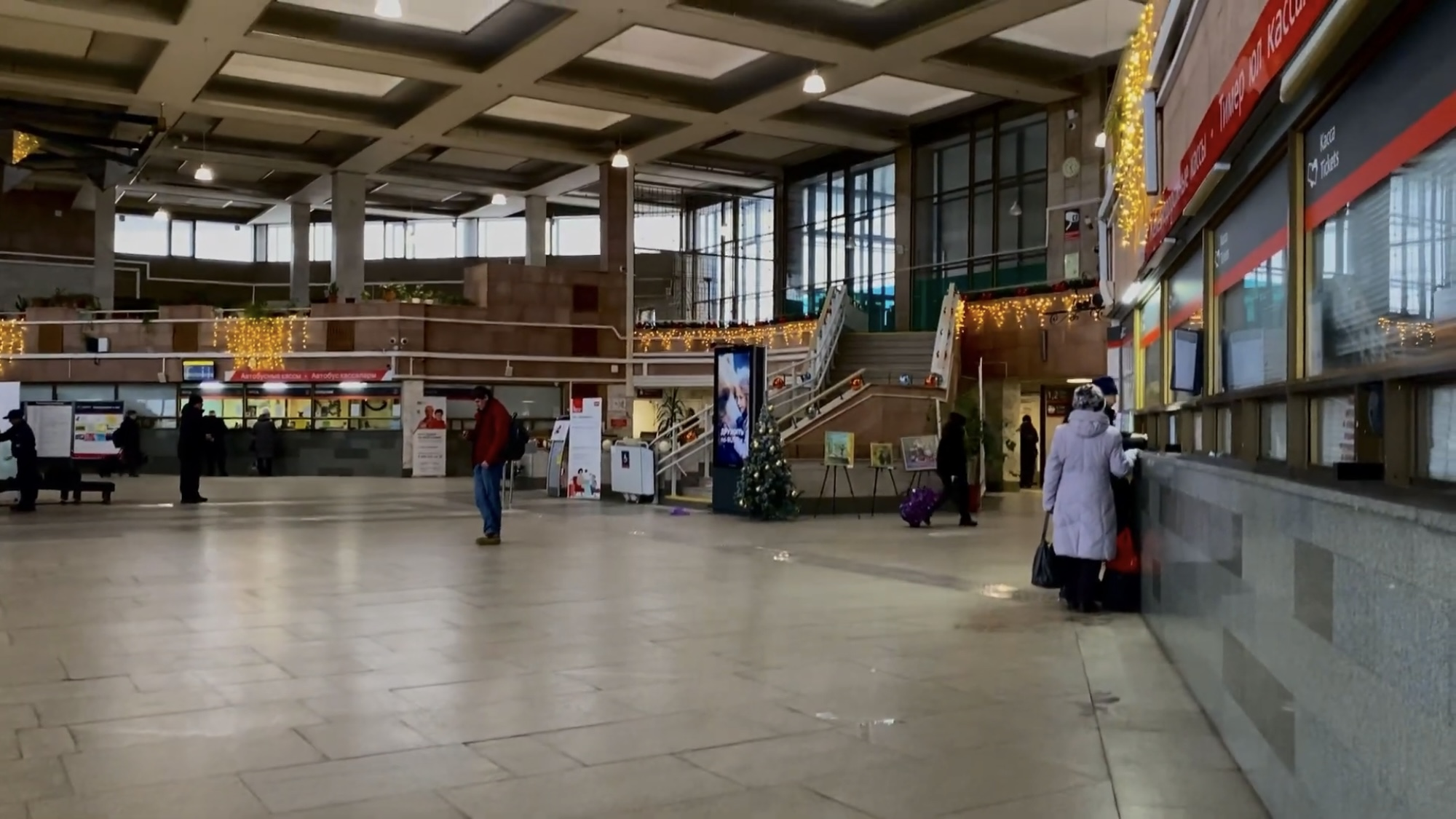
Холл вокзала

По станции круглогодично курсирует 4 пары поездов дальнего сообщения. В летнее время добавляется ещё одна пара поездов.
Количество отправленных пассажиров в год: 364 тыс. чел., в том числе дальнего сообщения: 243 тыс. чел., пригородного сообщения 121 тыс. чел.
В 1997 году произведён демонтаж старых и установка новых фонарей освещения пассажирских платформ.
В 2007 году произведён текущий ремонт комнат отдыха и номера полулюкс вокзала.
В 2007—2008 годах проводился текущий ремонт кровли площадью 765 м2
В 2008 году радиоинформация пассажиров производится дежурным помощником начальника вокзала.
В 2008 году прошёл текущий ремонт туалетов и санитарно-бытовых помещений обслуживающего персонала.
В 2008 году вокзал оборудован новой цифровой системой видеонаблюдения, всего установлено 54 камеры. Изображение с видеокамер выводятся на дисплеи начальника вокзала, дежурного помощника начальника вокзала и дежурного ЛОМВД.
В 2015 году проведён капитальный ремонт первой пассажирской платформы, полностью демонтирована старая платформа и построена новая. 
В 2019 году проведена полная модернизация общественных санитарных комнат вокзала на цокольном этаже вокзала, обустройство санитарной комнаты для маломобильных пассажиров на 1 этаже звокзала, модернизированы санитарные комнаты в комнатах длительного отдыха на 4 этаже здания вокзала. Полностью заменены все инженерные системы, установлено современное сенсорное сантехническое оборудование. С 1 января 2020 года услуги санитарных комнат на железнодорожных вокзалах предоставляются бесплатно.
В 2022 году в малом зале ожидания был установлен зал для маломобильных пассажиров.
В 2023 году произведён ремонт зала «Комфорт».
В 2023 году установлены автоматические камеры хранения.
В 2025 году отремонтирован вход в вокзальный комплекс: Установлены новые окна и двери.

## Транспортная доступность и связь с другими видами транспорта
С июня 2017 года в здании железнодорожного вокзала располагаются кассы автостанции (объединение автостанции и железнодорожного вокзала), на привокзальной площади находятся площадка для стоянки автобусов междугородных / пригородных рейсов, посредине площади — крытые перроны для посадки пассажиров и диспетчерская автостанции.
По краям привокзальной площади расположены площадка для стоянки автобусов городских маршрутов, автостоянки, на одной из которых ждут клиентов междугородные таксисты.
Рядом на проспекте расположены автобусная остановка «Автостанция» (конечный пункт для многих маршрутов) и трамвайные остановки «Автомеханический техникум им. Л. Б. Васильева» и «Железнодорожный вокзал».
Проспект Мусы Джалиля в этом месте является началом автодороги 16А-0003 Набережные Челны — Альметьевск (на Нижнекамск, аэропорт), в 700 метрах от вокзального комплекса, в сторону центра города он пересекался с бывшей федеральной автодорогой М-7 «Волга», в этой части города носит название Казанский проспект.

## Фотогалерея
|                     |  |                                    |  |                                                  |                                    |  |                                            |
| Левое крыло вокзала |  | Выход на железнодорожную платформу |  | Платформа 1 пути. Вид в сторону ст. Круглое поле | Привокзальная площадь. Старое фото |  | Холл железнодорожного вокзала. Старое фото |